# Jaime Parada
Parada  Hoyl est un nom espagnol. Le premier nom de famille, en général paternel, est Parada ; le second, en général maternel, souvent omis, est Hoyl.
José Jaime Parada Hoyl, né le 2 novembre 1977 à Las Condes, est un historien, écrivain, militant pour les droits LGBT et home politique chilien. Il est conseiller municipal de la commune de Providencia de 2012 à 2020. Il a été porte-parole du Mouvement d'intégration et de libération homosexuel (Movilh).

## Famille et études
Parada Hoyl est né dans la commune de Las Condes ; son père est un médecin vétérinaire d'origine panaméenne et sa mère est une femme au foyer chilienne.
Il suit sa scolarité à l'Institut Presidente Errázuriz, collège particulier-subventionné de sa commune, puis poursuit des études d'histoire à l'université Finis Terrae, de laquelle il sort premier de sa promotion. Il réalise ensuite un doctorat en histoire à l'université catholique du Chili, sur l'histoire sociale de la science. À l'université Finis Terrae, il occupe le poste de directeur d'études du département d'histoire et de coordinateur de la recherche et des archives du Centre de recherche en histoire contemporaine du Chili (CIDOC) entre 2010 et 2011.

## Militantisme et politique
En juin 2010, il se fait connaître après la publication d'un article intitulé « Le mariage gay en lettres » dans le journal The Clinic, où est publiée une série de courriers électroniques entre lui et un membre de sa famille dans lesquels il défend l'idée du mariage homosexuel.

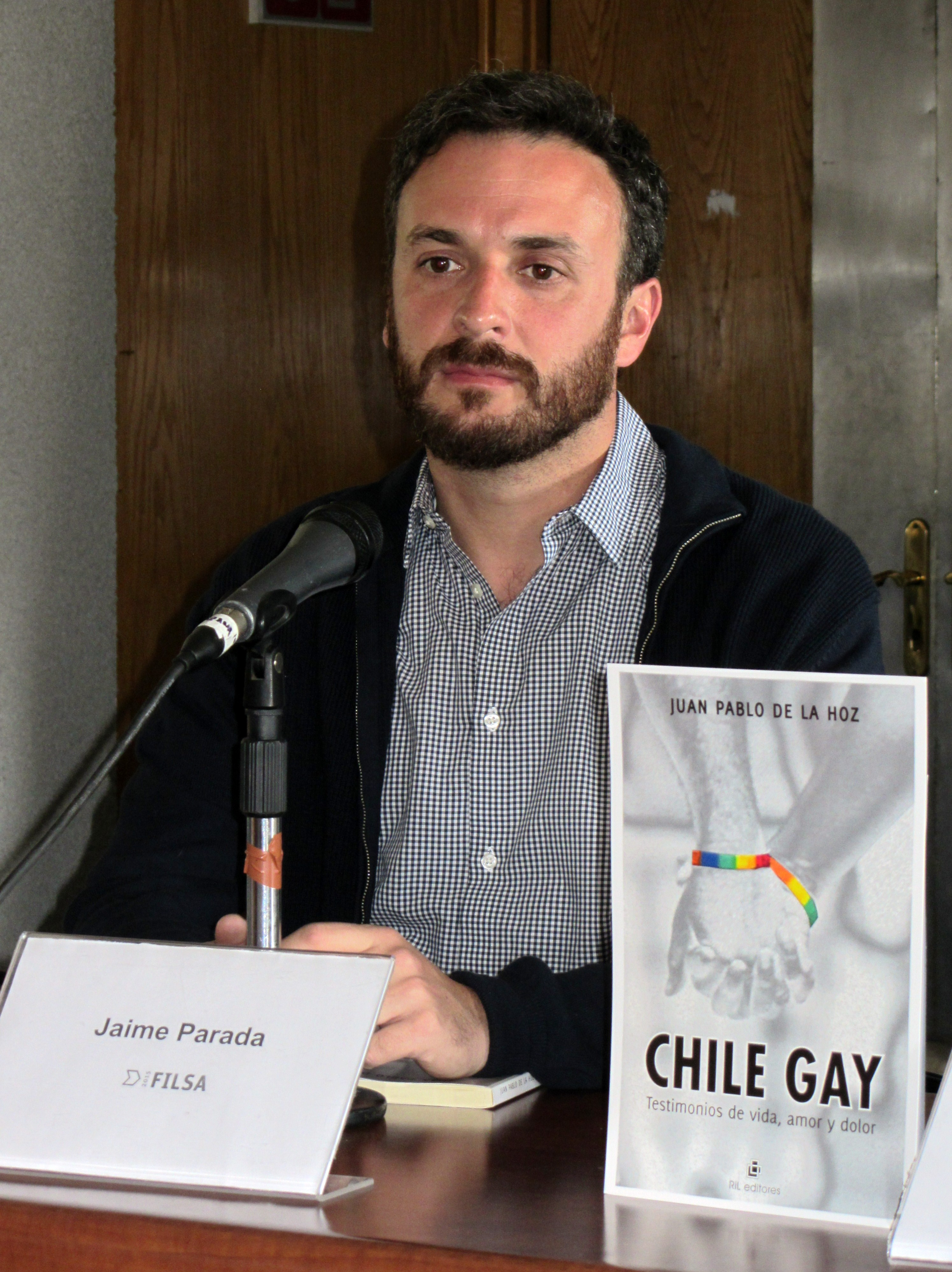
Parada au festival du livre FILSA 2015.

En 2011, il commence sa carrière militante et rejoint le Mouvement d'intégration et de libération homosexuel (Movilh) duquel il devient porte-parole. Il acquiert une plus grande notoriété médiatique à la suite de l'agression homophobe dont est victime Daniel Zamudio en mars 2012 à la suite de laquelle le Movilh joue un rôle important, met en évidence le besoin de lois majeures et de condamnations plus sévères dans les affaires homophobes.
Quelques mois plus tard, avec le soutien du Parti progressiste dirigé par Marco Enríquez-Ominami, Jaime Parada annonce sa candidature au conseil municipal de la commune de Providencia, et est élu. Il devient ainsi la première personnalité politique ouvertement homosexuelle élue démocratiquement dans l'histoire du Chili.
En 2013, il participe activement à la campagne présidentielle d'Enríquez-Ominami et publie son livre autobiographique, Yo, gay (Moi, gay). Il est réélu conseiller municipal en 2016. 
Lors de l'élection présidentielle de 2017, il fait partie de l'équipe de campagne du candidat Alejandro Guillier.
Il démissionne de son mandat municipal en novembre 2020 et annonce vouloir se présenter au poste de maire lors des élections de 2021. Il renonce cependant et apporte son soutien à la candidate indépendante Verónica Pardo. 
Il se présente comme candidat indépendant lors des élections à l'Assemblée constituante, faisant partie de la liste d'approbation sous le quota du Parti pour la démocratie (PPD). Il n'est cependant pas élu et retourne dans le domaine universitaire.

## Historique électoral

### Élections municipales de 2012
- Élections municipales de 2012, pour le conseil municipal de Providencia[8]

(N'apparaissent que les candidats ayant obtenu plus de 2% des votes)
| Candidat                    | Pacte                     | Parti | Votes | %     | Résultat               |
| --------------------------- | ------------------------- | ----- | ----- | ----- | ---------------------- |
| Manuel Monckeberg Balmaceda | Coalition                 | RN    | 8249  | 13,16 | Conseiller municipal   |
| Pilar Cruz Hurtado          | Coalition                 | RN    | 5374  | 8,57  | Conseillère municipale |
| Nicolás Muñoz Montes        | Concertation Démocratique | PDC   | 4600  | 7,34  | Conseiller municipal   |
| Iván Noguera Phillips       | Coalition                 | UDI   | 4468  | 7,13  | Conseiller municipal   |
| Jaime Parada Hoyl           | El Cambio por Ti          | PRO   | 3551  | 5,67  | Conseiller municipal   |
| Rodrigo García Márquez      | Por un Chile Justo        | PPD   | 3320  | 5,30  | Conseiller municipal   |
| Pedro Lizana Greve          | Coalition                 | ILH   | 3207  | 5,12  | Conseiller municipal   |
| Pablo Jaeguer Cousiño       | Concertation Démocratique | PDC   | 3068  | 4,90  |                        |
| Leonardo Pérez Brown        | Por un Chile Justo        | ILE   | 2381  | 3,80  |                        |
| Tomás Irarrázaval Llona     | Coalition                 | UDI   | 2353  | 3,75  |                        |
| Mónica Rasmussen Villacura  | Coalition                 | UDI   | 2192  | 3,50  |                        |
| Malva Retamales Zamorano    | Por un Chile Justo        | PC    | 2015  | 3,21  |                        |
| Virginia Routier Valenzuela | Coalition                 | UDI   | 1984  | 3,17  |                        |
| David Silva Johnson         | Concertation Démocratique | PS    | 1904  | 3,04  | Conseiller municipal   |
| María Gaete Drago           | Concertation Démocratique | PS    | 1677  | 2,68  |                        |

### Élections municipales de 2016
- Élections municipales de 2016 de Providencia[8]

(N'apparaissent que les candidats ayant obtenu plus de 2% des votes)
| Candidat                    | Pacte                        | Parti        | Votes | % | Résultat               |
| --------------------------- | ---------------------------- | ------------ | ----- | - | ---------------------- |
| Manuel Monckeberg Balmaceda | Chile Vamos                  | RN           | 9628  |   | Conseiller municipal   |
| Iván Noguera Phillips       | Chile Vamos                  | UDI          | 4553  |   | Conseiller municipal   |
| Julio Jung del Favero       | Nouvelle Majorité            | PS           | 4134  |   | Conseiller municipal   |
| Jaime Parada Hoyl           | Yo Marco por el Cambio       | PRO          | 3081  |   | Conseiller municipal   |
| Pilar Cruz Hurtado          | Chile Vamos                  | RN           | 2755  |   | Conseillère municipale |
| Pedro Lizana Greve          | Chile Vamos                  | RN           | 2128  |   | Conseiller municipal   |
| Tomás Echiburú Altamirano   | Cambiemos la Historia        | décret royal | 2108  |   | Conseiller municipal   |
| Hanz Folfach Ugalde         | Poder Ecologista y Ciudadano | ILC          | 2108  |   |                        |
| Bernardo Valdés Echenique   | Cambiemos la Historia        | décret royal | 1926  |   |                        |
| Pablo Jaeger Cousiño        | Nouvelle Majorité            | PDC          | 1737  |   | Conseiller municipal   |
| Pilar Fernández Valbuena    | Chile Vamos                  | UDI          | 1395  |   | Conseillère municipale |
| Juan Carlos Labbé Reyes     | Chile Vamos                  | ILH          | 1256  |   | Conseiller municipal   |
| Pablo Siegel Ignatiew       | Chile Vamos                  | ILL          | 1218  |   |                        |